# Курганы (Острожская городская община)
Курганы (укр. Кургани) — село в Острожской городской общине Ровненского района Ровненской области Украины.
До 2020 года входило в Острожский район.
Население по переписи 2001 года составляло 377 человек. Почтовый индекс — 35832. Телефонный код — 3654. Код КОАТУУ — 5624285303.

## Известные обитатели
В селе с 1905 по 1907 гг. вместе с семьёй проживал выдающийся русский публицист, политик и общественный деятель В. В. Шульгин. Тут же до установления советской власти находилось имение, принадлежащее В. В. Шульгину.